# بيت كيج
بيت كيج (بالإنجليزية: Pete Gage) هو عازف هارمونيكا بريطاني، ولد في 12 فبراير 1946.

## وصلات خارجية
- الموقع الرسمي